# Бальва, Владимир Максимович
Владимир Максимович Бальва (укр. Володимир Максимович Бальва; 1907—1983) — советский и украинский теннисист и тренер; Мастер спорта СССР (1938), Заслуженный тренер Украинской ССР (1947), Заслуженный тренер СССР (1961).

## Биография
Родился 17 января 1907 года в Харькове.
С 1932 года работал тренером спортивного общества «Динамо» (Киев). 
В 1941 году окончил Харьковский государственный институт физической культуры (ныне Харьковская государственная академия физической культуры). Участвовал в Великой Отечественной войне. 
Занимаясь тренерской деятельность, воспитал ряд известных спортсменов, в числе которых — Г. Бакшеева, О. Калмыкова, В. Титова (Кузьменко), М. Мозер, З. Булкина, М. Рыжикова, С. Фридлянд, М. Крошина.
Умер 31 декабря 1983 года в Киеве.